# Datlovka vrtavá
Datlovka vrtavá (Lithophaga lithophaga) je mořský mlž z čeledi slávkovitých. Žije na pobřeží Atlantského oceánu, Středozemního moře a Rudého moře. Fosilní nálezy dokazují existenci tohoto mlže již v miocénu. 
Ulita má světle hnědé zbarvení, je protáhlá a na obou koncích zakulacená. Dosahuje maximální délky 8,5 cm. Její podobnost s datlemi dala mlži české jméno. Datlovka roste velmi pomalu a dožívá se až osmdesáti let.
Datlovky obývají pobřežní skály do hloubky 200 metrů a živí se planktonem. Vytvářejí rozsáhlé kolonie a budují si ve skále úkryty pomocí kyseliny, jíž narušují povrch vápence. Tento jev se nazývá bioeroze. Příkladem je starověké tržiště Macellum v Pozzuoli, které bylo po výbuchu sopky Solfatary částečně zaplaveno vodami Neapolského zálivu. Na sloupech jsou ve výšce od 3,5 m do 6,5 m dosud patrné četné otvory vyvrtané datlovkami.
Maso datlovky je pro svoji jemnou chuť vyhledáváno labužníky, v Itálii je nazýváno dattolo di pietra (skalní datle) a v Chorvatsku prstaci. V Ligurii se z něj připravuje polévka zuppa di datteri alla Lericina. Násilné dobývání datlovek však vede k vážnému narušení pobřežních skalisek, proto je přímořské státy stíhají vysokými pokutami. Na obchod s datlovkou vrtavou se vztahuje Úmluva o mezinárodním obchodu s ohroženými druhy volně žijících živočichů a planě rostoucích rostlin.